# Чипере, Думитру
Думи́тру Чипе́ре (рум. Dumitru Cipere; 22 октября 1957, Дробета-Турну-Северин) — румынский боксёр легчайшей весовой категории, выступал за сборную Румынии в начале 1980-х годов. Бронзовый призёр летних Олимпийских игр в Москве, обладатель бронзовой медали чемпионата Европы, победитель многих международных турниров и национальных первенств. Ныне — тренер по боксу.

## Биография
Думитру Чипере родился 22 октября 1957 года в городе Дробета-Турну-Северин, регион Валахия. Активно заниматься боксом начал в возрасте двенадцати лет, в местном спортивном клубе «Северин» под руководством тренера Думитру Драгичи. Во второй половине 1970-х годов выиграл несколько юниорских турниров, затем получил звание национального чемпиона, в легчайшем весе выиграл Кубок Румынии по боксу. Благодаря череде удачных выступлений удостоился права защищать честь страны на летних Олимпийских играх 1980 года в Москве — сумел дойти здесь до стадии полуфиналов, после чего со счётом 2:3 проиграл Венесуэльцу Бернардо Пиньянго.
Получив бронзовую олимпийскую медаль, продолжил выходить на ринг, принимая участие в крупнейших международных турнирах. Так, в 1981 году побывал на чемпионате Европы в Тампере, откуда привёз ещё одну медаль бронзового достоинства (в полуфинале проиграл советскому боксёру Виктору Мирошниченко). Вскоре после этого турнира принял решение завершить карьеру спортсмена, пробыв в составе национальной сборной почти 5 лет. В настоящее время работает детским тренером по боксу.